# 우진산전 아폴로 900
우진산전 아폴로 900은 우진산전의 전기버스 브랜드 아폴로의 모델로, 9m급 중형 전기 저상버스이다.

## 특징
172.4kWh의 고효율 배터리가 탑재되었으며, 화재 등의 사고를 방지하기 위한 실시간 배터리 모니터링 기능이 탑재되었다.
교통약자의 이동 증진을 위한 2개의 휠체어 고정 공간과 승하차 편의를 위한 전자식 차고 높이 조절 장치가 적용되었다.